# Oščadnica
Oščadnica és un poble i municipi d'Eslovàquia que es troba a la regió de Žilina, al centre-nord del país. El 2023 tenia 5.755 habitants.

## Demografia
| Godina             | 1994 | 2004   | 2014   | 2024   |
| ------------------ | ---- | ------ | ------ | ------ |
| Nombre de persones | 5613 | 5699   | 5660   | 5807   |
| Diferència         |      | +1,53% | −0,68% | +2,59% |

| Godina             | 2023 | 2024   |
| ------------------ | ---- | ------ |
| Nombre de persones | 5755 | 5807   |
| Diferència         |      | +0,90% |